# Istituto superiore di studi musicali Arturo Toscanini
L’Istituto superiore di studi musicali "Arturo Toscanini" di Ribera è un'istituzione italiana di Alta Formazione Artistico Musicale. 

## Storia
Il 20 settembre 1991 la allora Provincia di Agrigento avvia le attività dell'Istituto musicale provinciale di Ribera; le scuole attive sono cinque: pianoforte, violino, violoncello, flauto e chitarra classica. La prima sede dell'allora "Istituto Musicale Pareggiato Toscanini" era in corso Margherita n. 59 (in centro a Ribera), poi in via Roma n. 21. 
Nel 2003 l’Istituto Toscanini viene pareggiato ai Conservatori di Musica di Stato e nel 2009 viene accreditato nel sistema nazionale AFAM, ovvero i titoli di alta formazione artistica e musicale che hanno valore legale equiparato a diplomi di laurea.
Da luglio 2019 l'ISSM "Arturo Toscanini" ha la sua sede principale in corso Umberto n. 359 a Ribera e ha mantenuto una sede distaccata in via Roma n. 21.
Dal gennaio 2022 l'istituto ottiene da parte della Commissione Ministeriale preposta (MIUR, MEF e Funzione Pubblica) la statalizzazione: l'Arturo Toscanini di Ribera diventa un Conservatorio di Stato. Nonostante le criticità nel biennio 2014-2015 a causa del default delle province siciliane, l'ente è stato esemplare di virtuosismo e di sostenibilità economico-finanziaria.

## Produzione artistica
L'ISSM Toscanini di Ribera produce ogni anno numerosi concerti ed eventi. Diverse produzioni sono realizzate in collaborazione con altre istituzioni.

### Collaborazioni

#### Fondazioni Teatri lirico-sinfonici e Festival
- Fondazione Teatro Massimo di Palermo[9][10]
- Orchestra Sinfonica Siciliana[11]
- Teatro di Segesta[12]
- Comune di Calatafimi-Segesta[13]

#### Istituti AFAM
- Femurs - Federazione Musicale Regionale Siciliana (tra l’ISSM A. Toscanini e i Conservatori di Musica A. Scontrino di Trapani e A. Corelli di Messina).
- Conservatorio di Musica di Stato "Luca Marenzio" di Brescia
- Conservatorio di Musica di Stato "Antonio Scontrino" Trapani

#### Enti pubblici
- Parco Archeologico e Paesaggistico Valle dei Templi di Agrigento
- Casa Museo "Antonino Uccello" di Palazzolo Acreide (Siracusa)
- Comune di Favara

## Presidenti
- Dal 2016: Giuseppe Tortorici

## Direttori
- 2000-2015: Claudio Montesano
- Dal 2015 al 2021: Mariangela Longo
- Dal 2021: Riccardo Ferrara[14]